# Дыя
Дыя (бел. Дыя) — деревня в Червенском районе Минской области Белоруссии. Входит в состав Червенского сельсовета.

## Географическое положение
Расположена в 13 км северо-западнее райцентра, в 62 км от Минска, на реке Дыевка.

## Археология
Места вблизи деревни были заселены с древних времён: в 1,3 км к северо-западу от современной деревни обнаружен курганный могильник из 9 насыпей времён железного века, а в 1,3 км юго-западнее Дыи, вблизи реки Дыевка, найден курганный могильник дреговичей из 9 насыпей, датируемый X—XIII веками.

## Топонимика
По одной из версий, название деревни вторично по отношению к гидрониму Дыевка. Есть мнение, что топоним происходит от имени славянского божества Дыя — бога неба и огня, упоминающегося в ряде исторических документов и имеющего аналоги также в балтской мифологии, при этом, допускается, что название деревни в таком случае может иметь вторичное происхождение.

## История
Первые упоминания современной деревни относятся к XVIII веку. На 1800 год она входила в состав Игуменского уезда Минской губернии, здесь было 13 дворов и 80 жителей, деревня была шляхетской собственностью. На 1858 год население деревни составило 113 человек (67 мужчин и 46 женщин), она была собственностью помещика В. Булгака. В 1884 году в деревне открыта школа грамоты, на 1890 год здесь обучались 16 учеников (все мальчики). По данным Переписи населения Российской империи 1897 года, относилась к Гребёнской волости, здесь было 58 дворов, проживали 338 человек. На начало XX века деревня насчитывала 70 дворов и 455 жителей. На 1917 год здесь было 62 двора, 398 жителей. После Октябрьской революции в деревне открыта рабочая школа 1-й ступени, на 1922 год насчитывавшая 55 учеников, при школе была небольшая библиотека. С февраля по декабрь 1918 года деревня была оккупирована немцами, с августа 1919 по июль 1920 — поляками. 20 августа 1924 года вошла в состав вновь образованного Войниловского сельсовета Червенского района Минского округа (с 20 февраля 1938 — Минской области). Согласно переписи населения СССР 1926 года насчитывалось 74 двора, население составило 437 человек. В 1930 году в деревне был организован колхоз имени Я. М. Свердлова, на 1932 год в него входили 11 крестьянских дворов. Во время Великой Отечественной войны деревня была оккупирована немецко-фашистскими захватчиками в конце июня 1941 года, 39 её жителей погибли на фронтах. Освобождена в начале июля 1944 года. На 1960 год население деревни составило 321 житель. В 1980-е годы деревня относилась к колхозу «Победа». На 1997 год в деревне было 73 двора, проживали 188 человек, функционировали животноводческая ферма, магазин. С 30 октября 2009 года в составе Червенского сельсовета. На 2013 год 58 жилых домов, 132 жителя, работает магазин.

## Население
- 1800 — 13 дворов, 80 жителей
- 1858 — 113 жителей
- 1897 — 58 дворов, 338 жителей
- начало XX века — 70 дворов, 455 жителей
- 1917 — 62 двора, 398 жителей
- 1926 — 74 двора, 437 жителей
- 1960 — 321 житель
- 1997 — 73 двора, 188 жителей
- 2013 — 58 дворов, 132 жителя